# 1883 في كندا
فيما يلي قوائم الأحداث التي وقعت خلال عام 1883 في كندا.

## سياسة

### انتهاء فترة المنصب
- 1 يناير – آدامز جورج أرشيبالد نائب حاكم نوفا سكوشا [الإنجليزية]‏.

## مواليد

### مارس
- 4 مارس – سام لانجفورد ملاكم من الولايات المتحدة الأمريكية.[1]

### أبريل
- 6 أبريل – والتر هيوستن

## وفيات

### يوليو
- 26 يوليو – ويليام ويليامز، البارونيت الأول لكارس (مواليد 1800)[2]